# イヴァン5世
イヴァン5世（Иван V, 1666年8月27日 / グレゴリオ暦9月6日 - 1696年1月29日 / グレゴリオ暦2月8日）は、モスクワ・ロシアのツァーリ（在位1682年 - 1696年）。アレクセイ・ミハイロヴィチの五男、母はマリヤ・ミロスラフスカヤ。
弱視と失語症の障害があって体も弱く、当初は後継候補から外れていた。兄フョードル3世が1682年に死ぬと、ナルイシキン派の擁する異母弟ピョートル1世がツァーリの座を継いだ。しかしミロスラフスキー派はイヴァンを利用して権勢維持を目論み、銃兵隊の反乱に乗じて政権を担うナルイシキン派を壊滅させた。イヴァンがツァーリとされ、ピョートルは改めてその共同統治者となった。イヴァンの姉ソフィヤがテレム宮殿を出て摂政となり、首席顧問ヴァシーリー・ゴリツィン公と組んで精力的に政治を行った。
姉の傀儡に過ぎないイヴァンは1684年にプラスコヴィヤ・サルトゥイコヴァと結婚したが、男子には恵まれず5人の娘をもうけた。1689年9月にソフィアの摂政政府がピョートル支持派によって倒されたのち、名ばかりの共同統治者のまま、1696年に29歳で没した。ピョートル1世は、病躯をおして儀式政務を担い続けた兄イヴァンを尊敬していたとされる。四女アンナは1730年に女帝となり、イヴァン5世の系統の復活を目論んだがイヴァン5世にとって曾孫にあたる幼帝イヴァン6世の廃位により失敗に終わった。イヴァン6世は監獄で20年以上監禁されるも救出の目論見があったため阻止せんとする看守に暗殺され、彼の妹弟達は皆、長期にわたる軟禁の後に解放（追放）先のデンマークで孤絶した生活をおくって死去した。これによってイヴァン5世の子孫は断絶した。